# Tarenna thouarsiana
Tarenna thouarsiana är en måreväxtart som först beskrevs av Emmanuel Drake del Castillo, och fick sitt nu gällande namn av Anne-Marie Homolle. Tarenna thouarsiana ingår i släktet Tarenna och familjen måreväxter. Inga underarter finns listade i Catalogue of Life.